# Peter Ashdown
Peter Hawthorn Ashdown (* 16. Oktober 1934 in Danbury, Essex) ist ein ehemaliger britischer Autorennfahrer.

## Karriere
Peter Ashdown gehört zu jenen Rennfahrern, die nur an einem einzigen Weltmeisterschaftslauf der Automobil-Weltmeisterschaft teilgenommen haben. Ashdown startete beim Großen Preis von Großbritannien 1959, ausgetragen am 18. Juli auf dem Aintree Circuit, auf einem Cooper T45-Climax der Equipe Alan Brown. Er beendete das Rennen mit 6 Runden Rückstand auf den Sieger Jack Brabham im Cooper T51-Climax, an der 12. Stelle.
Erfolgreich war Ashdown im Sportwagensport. Zwischen 1955 und 1962 bestritt der 87 Rennen. Dabei gelangen ihm 13 Gesamt- und 11 Klassensiege. Seinen letzten Einsatz hatte er beim 1000-km-Rennen auf dem Nürburgring 1962, das er als Gesamtachter beendete.

## Statistik

### Statistik in der Automobil-Weltmeisterschaft

#### Gesamtübersicht
| Saison | Team              | Chassis    | Motor         | Rennen | Siege | Zweiter | Dritter | Poles | schn. Rennrunden | Punkte | WM-Pos. |
| ------ | ----------------- | ---------- | ------------- | ------ | ----- | ------- | ------- | ----- | ---------------- | ------ | ------- |
| 1959   | Alan Brown Equipe | Cooper T45 | Climax 1.5 L4 | 1      | −     | −       | −       | −     | −                | −      | NC      |
| Gesamt | Gesamt            | Gesamt     | Gesamt        | 1      | −     | −       | −       | −     | −                | −      |         |

#### Einzelergebnisse
| Saison | 1 | 2 | 3 | 4  | 5 | 6 | 7 | 8 | 9 |
| ------ | - | - | - | -- | - | - | - | - | - |
| 1959   |   |   |   |    |   |   |   |   |   |
|        |   |   |   | 12 |   |   |   |   |   |

| Legende  | Legende            | Legende                                                          |
| Farbe    | Abkürzung          | Bedeutung                                                        |
| -------- | ------------------ | ---------------------------------------------------------------- |
| Gold     | –                  | Sieg                                                             |
| Silber   | –                  | 2. Platz                                                         |
| Bronze   | –                  | 3. Platz                                                         |
| Grün     | –                  | Platzierung in den Punkten                                       |
| Blau     | –                  | Klassifiziert außerhalb der Punkteränge                          |
| Violett  | DNF                | Rennen nicht beendet (did not finish)                            |
| Violett  | NC                 | nicht klassifiziert (not classified)                             |
| Rot      | DNQ                | nicht qualifiziert (did not qualify)                             |
| Rot      | DNPQ               | in Vorqualifikation gescheitert (did not pre-qualify)            |
| Schwarz  | DSQ                | disqualifiziert (disqualified)                                   |
| Weiß     | DNS                | nicht am Start (did not start)                                   |
| Weiß     | WD                 | zurückgezogen (withdrawn)                                        |
| Hellblau | PO                 | nur am Training teilgenommen (practiced only)                    |
| Hellblau | TD                 | Freitags-Testfahrer (test driver)                                |
| ohne     | DNP                | nicht am Training teilgenommen (did not practice)                |
| ohne     | INJ                | verletzt oder krank (injured)                                    |
| ohne     | EX                 | ausgeschlossen (excluded)                                        |
| ohne     | DNA                | nicht erschienen (did not arrive)                                |
| ohne     | C                  | Rennen abgesagt (cancelled)                                      |
| ohne     | keine WM-Teilnahme |                                                                  |
| sonstige | P/fett             | Pole-Position                                                    |
| sonstige | 1/2/3/4/5/6/7/8    | Punktplatzierung im Sprint-/Qualifikationsrennen                 |
| sonstige | SR/kursiv          | Schnellste Rennrunde                                             |
| sonstige | *                  | nicht im Ziel, aufgrund der zurückgelegten Distanz aber gewertet |
| sonstige | ()                 | Streichresultate                                                 |
| sonstige | unterstrichen      | Führender in der Gesamtwertung                                   |

### Le-Mans-Ergebnisse
| Jahr | Team           | Fahrzeug | Teamkollege    | Platzierung | Ausfallgrund |
| ---- | -------------- | -------- | -------------- | ----------- | ------------ |
| 1960 | Lola Cars Ltd. | Lola MK1 | Charles Vögele | Ausfall     | Motorschaden |

### Sebring-Ergebnisse
| Jahr | Team           | Fahrzeug | Teamkollege    | Platzierung             | Ausfallgrund |
| ---- | -------------- | -------- | -------------- | ----------------------- | ------------ |
| 1960 | Charles Vögele | Lola MK1 | Charles Vögele | Rang 17 und Klassensieg |              |

### Einzelergebnisse in der Sportwagen-Weltmeisterschaft
| Saison | Team           | Rennwagen    | 1   | 2   | 3   | 4   | 5   | 6   | 7   | 8   | 9   | 10  | 11  | 12  | 13  | 14  | 15  |
| ------ | -------------- | ------------ | --- | --- | --- | --- | --- | --- | --- | --- | --- | --- | --- | --- | --- | --- | --- |
| 1957   | Lotus          | Lotus Eleven | BUA | SEB | MIM | NÜR | LEM | KRI | CAR |     |     |     |     |     |     |     |     |
| 1957   | Lotus          | Lotus Eleven |     |     | DNF |     |     |     |     |     |     |     |     |     |     |     |     |
| 1958   | Lotus          | Lotus Eleven | BUA | SEB | TAR | NÜR | LEM | RTT |     |     |     |     |     |     |     |     |     |
| 1958   | Lotus          | Lotus Eleven |     |     | 7   |     |     |     |     |     |     |     |     |     |     |     |     |
| 1959   | Lola           | Lola MK1     | SEB | TAR | NÜR | LEM | RTT |     |     |     |     |     |     |     |     |     |     |
| 1959   | Lola           | Lola MK1     |     |     | DNF |     | 6   |     |     |     |     |     |     |     |     |     |     |
| 1960   | Charles Vögele | Lola MK1     | BUA | SEB | TAR | NÜR | LEM |     |     |     |     |     |     |     |     |     |     |
| 1960   | Charles Vögele | Lola MK1     |     | 17  |     | 17  | DNF |     |     |     |     |     |     |     |     |     |     |
| 1961   | Charles Vögele | Lola MK1     | SEB | TAR | NÜR | LEM | PES |     |     |     |     |     |     |     |     |     |     |
| 1961   | Charles Vögele | Lola MK1     | 19  |     |     |     |     |     |     |     |     |     |     |     |     |     |     |
| 1962   | Ian Walker     | Lotus 23     | DAY | SEB | SEB | MAI | TAR | BER | NÜR | LEM | TAV | CCA | RTT | NÜR | BRI | BRI | PAR |
| 1962   | Ian Walker     | Lotus 23     |     |     |     | 8   |     |     |     |     |     |     |     |     |     |     |     |